# Lutz Seiler
Lutz Seiler (Gera, 8 de junio de 1963) es un escritor alemán.

## Vida y obra
Lutz Seiler se crio en Gera-Langenberg, Turingia. Tras aprender el oficio de albañil y carpintero, realizó el servicio militar en el Ejército Popular Nacional, durante el cual empezó a interesarse por la literatura y a componer poemas propios. En el verano de 1989 trabajó como temporero en la isla de Hiddensee; una experiencia más tarde se reflejaría en su obra Kruso. En 1990 concluyó los estudios de filología alemana, que había seguido en la Universidad de Halle y la Humboldt de Berlín.
Por su primera novela Kruso obtuvo el premio de literatura de Alemania el Premio del Libro (Deutscher Buchpreis) otorgado por el Börsenvereins der Deutschen Buchhändler (Asociación de Comerciantes de Libros de Alemania). En 2020 le otorgaron el premio de la Feria del Libro de Leipzig por su novella Stern 111. En julio de 2023 le otorgaron la distinción anual más importante de literatura de Alemania el Premio Georg Büchner de la Academia Alemana de Idioma y Literatura (Deutsche Akademie für Sprache und Dichtung), el estado federado Hesse y la ciudad de Darmstadt y el gobierno Federal. 